# Hospitality Club

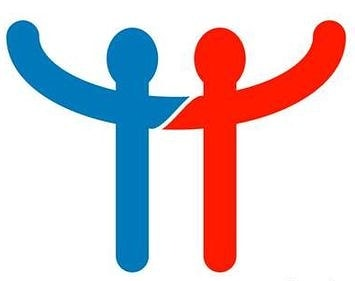
Logo der HC-Facebook-Seite

Der Hospitality Club war ein sogenannter Online-Gastgeberdienst. Er wurde im Juli 2000 in Dresden von Veit Kühne gegründet und war damit das erste Netzwerk dieser Art. In der Folgezeit fand er viele Mitstreiter, zuerst Familie und Freunde, später Volontäre weltweit. Mitte August 2010 gab es nach Angaben der Club-Webseite über 615.000 Mitglieder, die einander kostenlose Übernachtung und Hilfe bei Reisen angeboten haben. Die Motivation des Gründers lautete: „Ich bin überzeugt, dass so interkulturelles Verständnis gefördert und Frieden auf lange Sicht stabilisiert wird“. Seit 2021 ist das Portal nicht mehr nutzbar.

## Mitgliedschaft und Funktionen
Sowohl die Mitgliedschaft im Hospitality Club als auch die Inanspruchnahme einer Übernachtung oder auch einer privaten Sightseeing-Tour waren kostenlos.

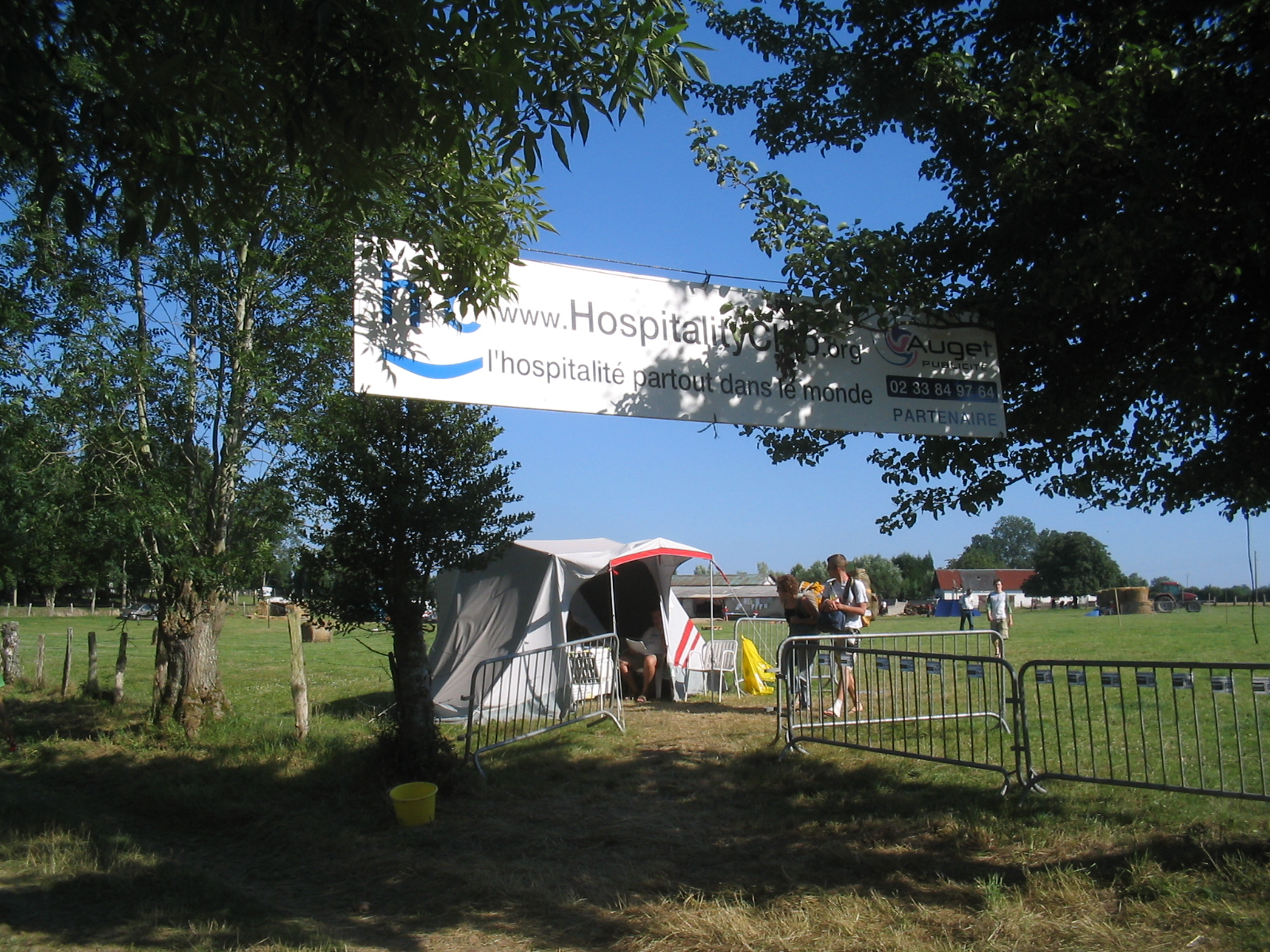
Eintritt zum HC camp in Monnai, Frankreich. hospitality throughout the world

Um Mitglied zu werden, waren den Administratoren lediglich Name und Adresse zu geben, um die Überprüfbarkeit der Identität zu gewährleisten. Mögliche Gäste konnten die Datenbank entweder geographisch oder mittels einer Advanced-Search-Methode z. B. nach gemeinsamen Interessen durchsuchen. Ein interner Kontrollmechanismus zur Kontaktaufnahme sollte den vertraulichen Umgang mit E-Mail-Adressen gewährleisten und Spam verhindern. Die Richtlinien des Hospitality Club verboten explizit weitere Arten der Nutzung, wie z. B. Dating, Jobsuche oder kommerzielle Nutzung.
Die Aufenthaltsdauer und andere Vereinbarungen – beispielsweise ob Mahlzeiten und andere zusätzliche Leistungen ebenfalls kostenlos waren oder nicht – konnten entweder im eigenen Profil eingetragen werden oder wurden individuell zwischen den einzelnen Mitgliedern vereinbart.
Nach der Nutzung des Service konnte man einen Kommentar über seinen Gast oder Gastgeber hinterlassen. Ähnlich wie z. B. beim Bewertungssystem von eBay sollte damit gegenseitiges Vertrauen aufgebaut werden.
Bis Ende 2008 gab es regelmäßig größere Treffen. Seither nur solche, die direkt von den Mitgliedern organisiert wurden.

## Organisation
Der Club wurde vom Gründer und von Freiwilligen in der ganzen Welt verwaltet, größtenteils erfolgte die Arbeit in sogenannten „Volunteer Teams“, die sich um bestimmte Bereiche des Clubs kümmerten. Über die rechtliche Stellung der Organisation und ihre Finanzierung gab es auf der Webseite, die von einem deutschen Provider gehostet wurde, keine Informationen, ebenso fehlte ein Impressum. Als Kontaktadresse des Hospitality Club war eine Anschrift in Radebeul im Augustusweg angegeben.

## Geschichte
Hospex, das erste Internet-basierte Gastfreundschaftsnetzwerk, das 1992 gegründet wurde, schloss sich 2005 dem Hospitality Club an und ging in ihm auf.
2006 scheiterte eine Einigung bei einer Kontroverse mit mehreren freiwilligen Helfern, die eine Öffnung des Projekts (Geschäftsstruktur, finanzielle Transparenz, Mitbestimmung) forderten. Das führte zum Start von BeWelcome.
2012 lief eine Kooperationsaktion zwischen dem Club und der kommerziellen Vermittlungsagentur für Privatunterkünfte Airbnb. Bei dieser Aktion wurden alle Mitglieder des Clubs angeschrieben und gebeten, Unterkünfte kostenpflichtig über Airbnb zu vermieten, wobei ein Teil des Erlöses dem Hospitality Club als Spende zufließen würde. Kritiker betrachteten diese Kooperation als einen Ausverkauf der Adressen des Clubs. Der Gründer Veit Kühne rechtfertigte die Aktion mit der Notwendigkeit der Deckung der Serverkosten.
2019 wurde angekündigt einen Relaunch mit neuer Webseite und eigener App zu starten. Beides sollte Open Source sein. Mit Stand Oktober 2021 wurden Fehler auf der Seite seit mindestens 2 Jahren nicht mehr gewartet, die Anmeldung funktionierte auch seit Anfang des Jahres nicht mehr. Das Portal ist daher aktuell inaktiv und nicht mehr verwendbar.